# Port lotniczy Zarafshon
Port lotniczy Zarafshon – międzynarodowy port lotniczy położony w Zarafshon, w Uzbekistanie. 